# Дніпровсько-Донецький артезіанський басейн
Дніпровсько-Донецький артезіанський басейн — басейн артезіанських вод розташований на території Чернігівської, Київської, Сумської, Харківської, Полтавської, Дніпропетровської, Донецької й Луганської областей України, а також на Слобожанщині (Білгородська, Воронезька обл. Р) та в Ростовській і Волгоградській обл. РФ. Площа 300 тис. км². 

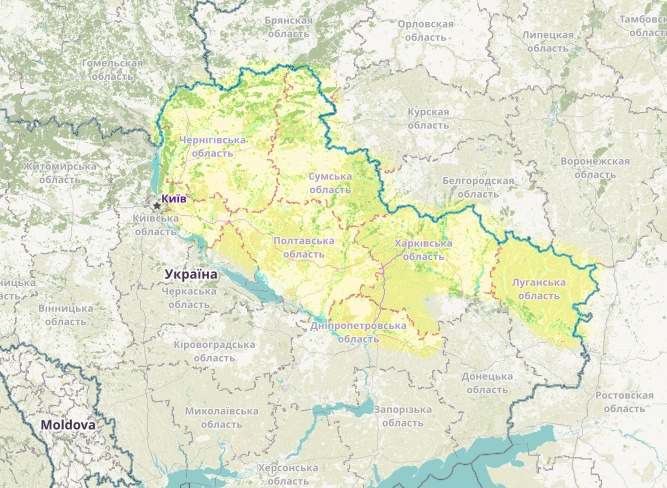
Картосхема Дніпровсько-Донецький басейну на теренах України

Містить половину всіх запасів підземних вод України. Присвячений до однойменної тектонічної западини, заповненої потужною (до 11–18 км) товщею осадових порід девонської-четвертинної доби.
Найперспективніші для водопостачання водоносні горизонти й комплекси олігоцен-четвертинних, еоценових, турон-сенонських, сеноманальбських, юрських, кам'яновугільних відкладів, що залягають на глибині 300–800 (1000)м. 
Водоносні піски, пісковики, вапняки та мергельно-крейдяні породи потужністю 40–80 м. Води в основному напірні, місцями самовиливні. Величина напору до 800 м, водопровідність від 20–30 до 300–1000 м³/доб. Дебіт свердловин змінюється від 15 до 55 л/с. Води прісні, рідко з мінералізацією 1–3 г/л.